# Anachauliodes tonkinicus
Anachauliodes tonkinicus är en insektsart som beskrevs av Douglas E. Kimmins 1954. Anachauliodes tonkinicus ingår i släktet Anachauliodes och familjen Corydalidae. Inga underarter finns listade i Catalogue of Life.